# Richard Anuszkiewicz
Richard Anuszkiewicz (23 de mayo de 1930-19 de mayo de 2020) fue un pintor, grabador y escultor estadounidense.

## Trayectoria
Anuszkiewicz estudió en el Cleveland Institute of Art en Cleveland, Ohio (1948-1953), y luego con Josef Albers en la Escuela de Arte y Arquitectura de la Universidad de Yale en New Haven, Connecticut (1953–1955) donde obtuvo un Master en Bellas Artes.
Fue uno de los fundadores y principales exponentes del Op Art, un movimiento artístico de fines de la década de 1960 y comienzos de la de 1970. Victor Vasarely en Francia y Bridget Riley en Inglaterra fueron otros propulsores de esta corriente. En 1964, la revista Life lo denominó "uno de los nuevos magos de Op". Al comentar sobre una exposición de Anuszkiewicz en una galería de Nueva York en el año 2000, el crítico de arte del New York Times Holland Cotter describió las pinturas de Anuszkiewicz en estos términos, "El aspecto dramático, se encuentra en una conjunción sutil de colores complementarios, que hace que la geometría se ilumine como si la luz brotara desde ella."  Anuszkiewicz ha expuesto en la Bienal de Venecia, Bienal de Florencia y Documenta, y sus obras forman parte de numerosas colecciones internacionales. Es miembro de la National Academy of Design.

## Estilo
Se le considera uno de los principales propulsores del Movimiento de Arte Op, Anuszkiewicz se interesa por los cambios en la percepción óptica que se producen cuando se utilizan diferentes colores intensos en las mismas configuraciones geométricas. La mayoría de sus obras comprenden ensayos visuales de los efectos de la estructura formal y colores, muchos de ellos involucran formas cuadradas de manera similar al trabajo de su mentor Josef Albers. En su serie, "Homenaje al Cuadrado", Albers experimentó con la yuxtaposición de color, y Anuszkiewicz desarrolló estos conceptos en mayor medida. Anuszkiewicz ha continuado produciendo obras en estilo Op Art.
Anuszkiewicz explica su concepción de la pintura en los siguientes términos: "Mi obra es de naturaleza experimental y se ha enfocado en la investigación de los efectos de los colores complementarios intensos cuando se los yuxtaponen con los cambios ópticos que tienen lugar como consecuencia, y un estudio del efecto dinámico del todo bajo condiciones cambiantes de luz, y el efecto de la luz sobre el color."